# Nivå

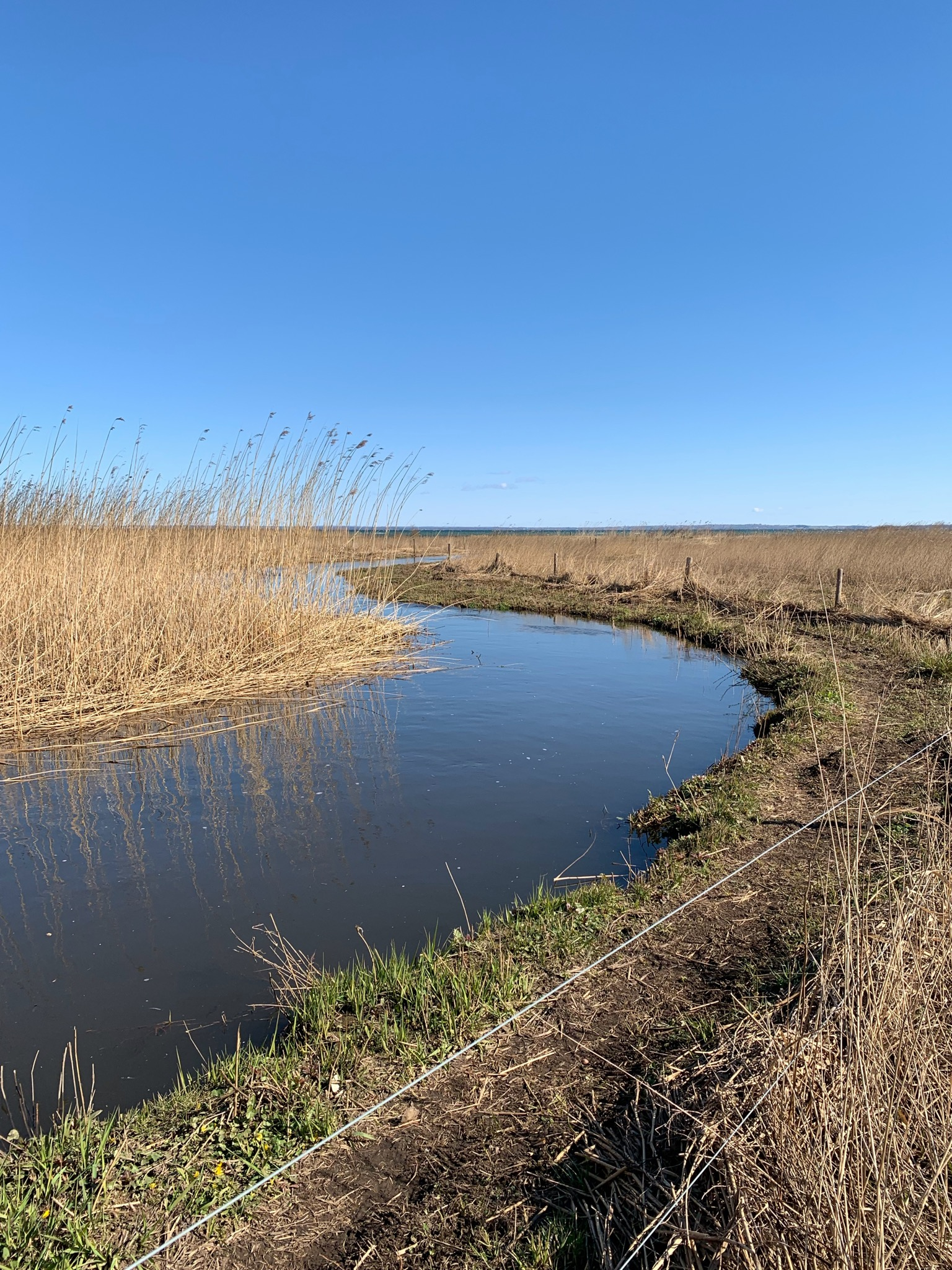
Nivå Bugt

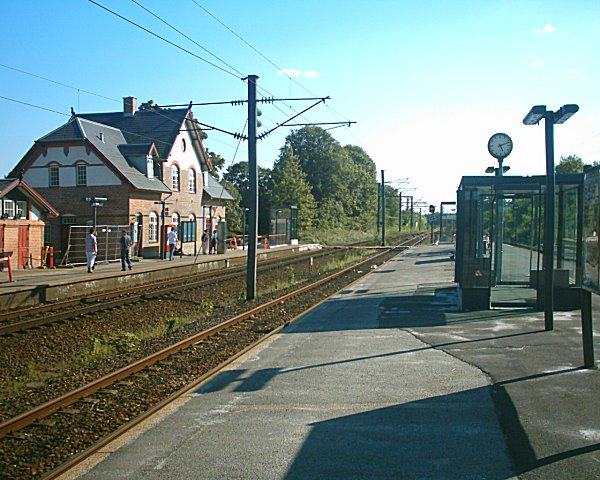
Bahnhof

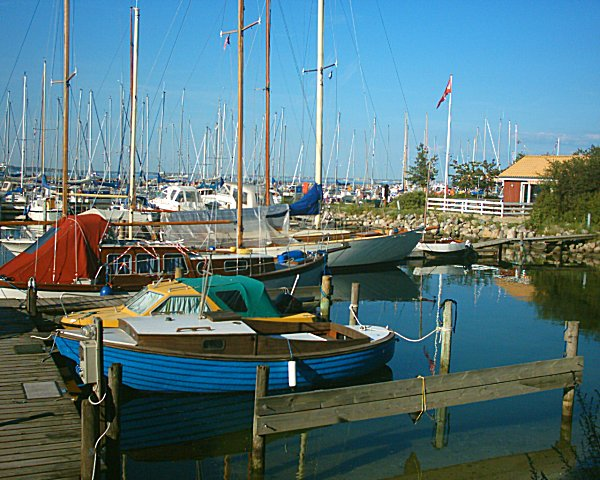
Yachthafen

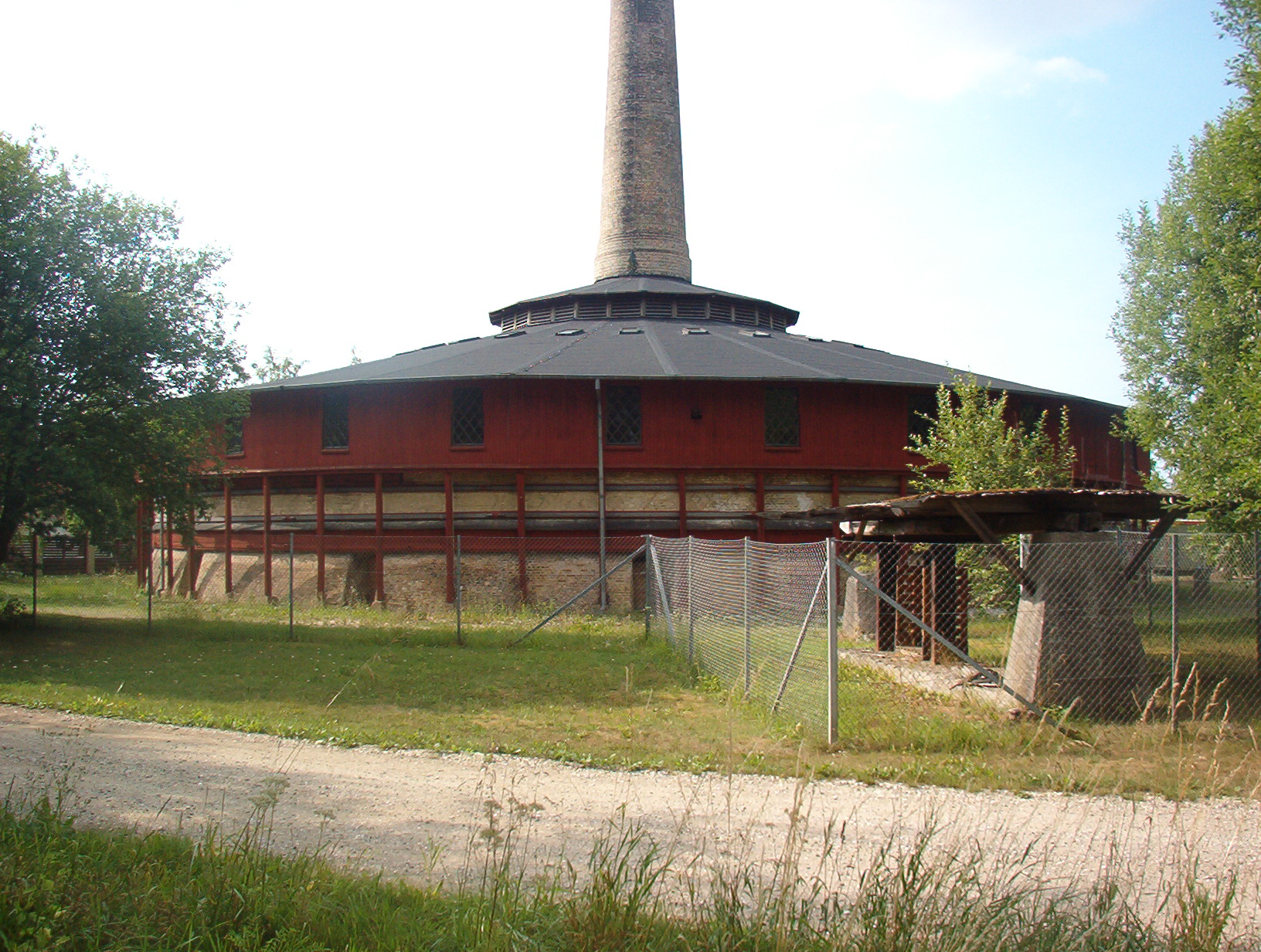
Ringofen der Ziegelei

Nivå ist ein Ort an der Nivå Bugt, die schon im Mesolithikum besiedelt war und zur Øresund gehört. Nivå ist ein Teil der Fredensborg Kommune auf der Insel Seeland und hat 8325 Einwohner (Stand: 2023).

## Geschichte
Mehrere hunderte Jahre (bis 1980) lagen die Stadt und die umliegenden Gebiete und Dörfer auf drei Ziegelabbaugebieten. Heute ist die Landschaft von früheren Tongruben geprägt, die jetzt als Seen und ein Marinabecken dienen.

## Bevölkerung
Etwas mehr als 20 % der Einwohner haben einen Migrationshintergrund.

## Sport und Freizeit
Im westlichen Teil Nivås existiert ein Golfplatz. Außerdem gibt es einen Yachthafen.

## Wirtschaft und Verkehr
Nivå hat eine Bahnstation an der Bahnstrecke København–Helsingør  und ein kleines Einkaufszentrum im Bahnhof, das eine Bibliothek und einen Supermarkt umfasst.

## Kultur und Sehenswürdigkeiten
In der Stadt gibt es das Museum Nivaagaards Malerisamling, das 10 Minuten Fußweg vom Bahnhof entfernt liegt, Der älteste bekannte Ringofen der Welt (1870) ist erhalten geblieben. Es war ein Teil der ältesten Ziegelei, Nivaagaard Teglværk. Diese Ziegelei ist im Sommer regelmäßig für Besuche geöffnet.

## Bildung
Die Stadt besitzt zwei Schulen, die Nivå Skole Syd (früher bekannt als Nivå Centralskole) und die Nivå Skole Nord (früher bekannt als Niverødgaardskolen).